# Machio
Machio is een plaats (freguesia) in de Portugese gemeente Pampilhosa da Serra en telt 146 inwoners (2001).